# ميت هنرييت
ميت هنرييت (بالنرويجية البوكمول: Mette Henriette)‏ هي عازفة ساكسفون وملحنة نرويجية، ولدت في 27 نوفمبر 1990 في تروندهايم في النرويج.

## وصلات خارجية
- الموقع الرسمي
- ميت هنرييت على موقع IMDb (الإنجليزية)
- ميت هنرييت على موقع ميوزك برينز (الإنجليزية)
- ميت هنرييت على موقع أول ميوزيك (الإنجليزية)
- ميت هنرييت على موقع ديسكوغز (الإنجليزية)
- ميت هنرييت على موقع ديسكوغز (الإنجليزية)